# Petra Weschenfelder
Petra Weschenfelder (* 22. April 1964) ist eine ehemalige deutsche Fußballspielerin. Sie nahm am 9. Mai 1990 am Länderspiel der DDR-Auswahl gegen die Tschechoslowakei teil, dem einzigen Länderspiel der DDR-Nationalmannschaft.

## Werdegang
Weschenfelder war die zweite Ehefrau von Hugo Weschenfelder, der in den 1970er und 1980er Jahren an der Friedrich-Schiller-Universität Jena eine Fußball-Unterrichtsgruppe für Studentinnen an der sportlichen Fakultät etablierte, aus der sich der FF USV Jena entwickelte. Sie studierte in den 1980er Jahren an der Hochschule zusammen mit unter anderem Heidi Vater und Doreen Meier auf Lehramt. Unter dem Namen HSG Uni Jena erreichte die Mannschaft bei der Bestenermittlung im DDR-Frauenfußball Ende der 1980er Jahre regelmäßig die Endrunde, kam aber 1989 und 1990 nicht über den vierten Platz hinaus. Im Mai 1990 wurde sie von Auswahltrainer Bernd Schröder zum Länderspiel gegen die Tschechoslowakei berufen, die bereits seit 1986 Auswahlspiele bestritt. Bei der 0:3-Niederlage im ersten und letzten DDR-Auswahlspiel stand sie an der Seite von Kathrin Hecker, Heike Hoffmann und Sybille Lange in der Abwehrstartformation, Mitte der zweiten Halbzeit wurde sie gegen ihre Jenaer Mannschaftskameradin Vater ausgetauscht.
In der 1990 gegründeten NOFV-Oberliga gewann Weschenfelder mit der HSG Uni Jena dann den letzten DDR-Meistertitel und qualifizierte sich gemeinsam mit Vizemeister FC Erzgebirge Aue für die Bundesliga-Spielzeit 1991/92. Nach einem komplizierten Fußbruch musste sie ihre aktive Karriere 1992 beenden. Anschließend widmete sie sich gemeinsam mit Peter Ducke dem Auf- und Ausbau des Mädchenfußballs in Jena, parallel war und ist sie in Thüringen als Sport- und Biologielehrerin tätig.